# La Cabeza de Béjar
La Cabeza de Béjar è un comune spagnolo di 101 abitanti situato nella comunità autonoma di Castiglia e León.